# Каннский кинофестиваль 2020
73-й Каннский международный кинофестиваль — международный кинофестиваль, который был запланирован на май 2020 года, но не прошёл в стандартном формате ввиду эпидемиологического положения во Франции, стране проведения.

## Организация
13 января 2020 года Спайк Ли был назначен председателем жюри. Однако из-за распространения COVID-19 во Франции руководство фестиваля 14 апреля 2020 года объявило, что фестиваль не может быть проведён в его «первоначальной форме».
Ранее руководство фестиваля рассматривало возможность проведения фестиваля в июне или июле, после отмены мероприятия. В середине марта главное место проведения фестиваля, Grand Auditorium имени Луи Люмьер был преобразован во временный приют для бездомных. В мае 2020 года было объявлено, что фестиваль не будет проводиться, как прежде, но официальный отбор фильмов будет проводиться 3 июня 2020 года.

## Официальная программа
Официальная программа была разделена на несколько неконкурирующих между собой подкатегорий. Половина из них была сформирована в зависимости от статуса режиссёра, остальные фильмы были распределены по жанрам.

### Верность (или те, кого уже хоть раз выбирали ранее)
| Название на русском языке   | Оригинальное название            | Режиссёр(-ы)      | Страна производства                   |
| --------------------------- | -------------------------------- | ----------------- | ------------------------------------- |
| Французский вестник         | The French Dispatch              | Уэс Андерсон      | США, Германия                         |
| Лето 85                     | Été 85                           | Франсуа Озон      | Франция                               |
| Настоящие матери            | Asa ga Kuru                      | Наоми Кавасэ      | Япония                                |
| —                           | Small Axe: Lovers Rock           | Стив МакКуин      | Великобритания                        |
| —                           | Small Axe: Mangrove              | Стив МакКуин      | Великобритания                        |
| Ещё по одной                | Druk                             | Томас Винтерберг  | Дания                                 |
| ДНК                         | ADN                              | Майвенн           | Франция                               |
| Последние слова             | Last Words                       | Джонатан Носситер | США                                   |
| По дороге в страну счастья  | Heaven: To the Land of Happiness | Лим Сан-су        | Республика Корея                      |
| Грядущая забывчивость       | El Olvido que Seremos            | Фернандо Труэба   | Колумбия                              |
| Поезд в Пусан 2: Полуостров | Bando                            | Ён Сан-хо         | Республика Корея                      |
| В сумерках                  | Au Crépuscule                    | Шарунас Бартас    | Литва, Франция, Сербия, Чехия, Латвия |
| Мужчины                     | Des hommes                       | Люка Бельво       | Франция, Бельгия                      |
| —                           | Honki no Shirushi                | Кодзи Фукада      | Япония                                |

### Новоприбывшие
| Название на русском языке     | Оригинальное название                       | Режиссёр(-ы)              | Страна производства       |
| ----------------------------- | ------------------------------------------- | ------------------------- | ------------------------- |
| Обыкновенная страсть          | Passion simple                              | Даниэль Арбид             | Франция, Бельгия          |
| Хороший человек               | A Good Man                                  | Мари-Кастиль Менсьон-Шаар | Франция, Бельгия          |
| Что мы говорим, что мы делаем | Les Choses qu’on dit, les choses qu’on fait | Эмманюэль Муре            | Франция                   |
| Суад                          | Souad                                       | Эйтен Амин                | Египет                    |
| Забвение                      | Limbo                                       | Бен Шаррок                | Великобритания            |
| Красная земля                 | Rouge                                       | Фарид Бентуми             | Франция, Бельгия          |
| ЗОЖ                           | Sweat                                       | Магнус ван Хорн           | Швеция, Польша            |
| Февраль                       | Février                                     | Камен Калев               | Болгария, Франция         |
| Аммонит                       | Ammonite                                    | Френсис Ли                | Великобритания, Австралия |
| Ночной доктор                 | Un médecin de nuit                          | Эли Важеман               | Франция                   |
| Фассбиндер                    | Enfant Terrible                             | Оскар Рёлер               | Германия                  |
| Надя, Баттерфляй              | Nadia, Butterfly                            | Паскаль Плант             | Канада                    |
| И вот мы здесь                | Here We Are                                 | Нир Бергман               | Израиль, Италия           |

### Полнометражный дебют
| Название на русском языке | Оригинальное название                                      | Режиссёр(-ы)                 | Страна производства         |
| ------------------------- | ---------------------------------------------------------- | ---------------------------- | --------------------------- |
| Падение                   | Falling                                                    | Вигго Мортенсен              | США, Великобритания, Канада |
| —                         | Pleasure                                                   | Нинья Тюберг                 | Швеция, Нидерланды, Франция |
| —                         | Slalom                                                     | Шарлен Фавьер                | Франция                     |
| —                         | Casa de Antiguidades                                       | Жоау Паулу Миранда Мария     | Бразилия, Франция           |
| —                         | Broken Keys                                                | Джимми Кейруз                | Ливан, США, Франция, Кипр   |
| —                         | Ibrahim                                                    | Самир Гесми                  | Франция                     |
| Начало                    | Beginning                                                  | Деа Кулумбегашвили           | Грузия                      |
| Гагарин                   | Gagarine                                                   | Фанни Леатар, Jérémy Trouilh | Франция                     |
| —                         | 16 printemps                                               | Сюзанн Линдон                | Франция                     |
| Негодяй                   | Vaurien                                                    | Петер Дурунцис               | Франция                     |
| —                         | Garçon chiffon                                             | Николя Мори                  | Франция                     |
| —                         | Si le vent tombe(Presented with the ACID parallel section) | Нора Мартиросян              | Франция, Бельгия, Армения   |
| —                         | John and the Hole                                          | Паскуаль Систо               | США                         |
| Бег с ветром              | Ye Ma Fen Zong                                             | Вэй Шуцзюнь                  | Китай                       |
| Смерть кино и моего отца  | The Death of Cinema and my Father Too                      | Дэни Розенберг               | Израиль                     |

### Прочие фильмы

#### Киноальманах
| Название на русском языке | Оригинальное название | Режиссёр(-ы)                                                                 | Страна производства |
| ------------------------- | --------------------- | ---------------------------------------------------------------------------- | ------------------- |
| Септет: История Гонконга  | 七人樂隊              | Саммо Хун, Энн Хёй, Патрик Тхам, Юэнь Ву-Пин, Джонни То, Ринго Лам, Цуй Харк | Гонконг             |

#### Документальное кино
| Название на русском языке | Оригинальное название    | Режиссёр(-ы)               | Страна производства     |
| ------------------------- | ------------------------ | -------------------------- | ----------------------- |
| —                         | En route pour le million | Дюдо Амади                 | Конго, Бельгия, Франция |
| —                         | The Truffle Hunters      | Майкл Двек, Грегори Кершоу | США, Италия, Греция     |
| Девять дней в Ракке       | 9 Jours à Raqqa          | Ксавье де Лозанн           | Франция                 |

#### Комедия
| Название на русском языке                        | Оригинальное название        | Режиссёр(-ы)      | Страна производства |
| ------------------------------------------------ | ---------------------------- | ----------------- | ------------------- |
| —                                                | Antoinette dans les Cévènnes | Кэролайн Виньяль  | Франция             |
| —                                                | Les deux Alfred              | Брюно Подалидес   | Франция             |
| Триумф                                           | Un triomphe                  | Эммануэль Курколь | Франция             |
| Происхождение мира (первый художественный фильм) | L’Origine du monde           | Лоран Лафитт      | Франция             |
| Холостяк на свадьбе                              | Le Discours                  | Лоран Тирар       | Франция             |

#### Анимация
| Название на русском языке | Оригинальное название               | Режиссёр(-ы)         | Страна производства              |
| ------------------------- | ----------------------------------- | -------------------- | -------------------------------- |
| Ая и ведьма               | Aya to Majo                         | Горо Миядзаки        | Япония                           |
| Побег                     | Flee                                | Йонас Поэр Расмуссен | Дания, Франция, Швеция, Норвегия |
| Хосеп                     | Josep (Первый художественный фильм) | Аурэль               | Франция                          |
| Душа                      | Soul                                | Пит Доктер           | США                              |

## Параллельная программа

### Международная неделя критики
Следующие фильмы получили специальную и официальную метку, поставленный Международной неделей критики.

#### Features
| Название на русском языке | Оригинальное название   | Режиссёр(-ы)       | Страна производства     |
| ------------------------- | ----------------------- | ------------------ | ----------------------- |
| После любви               | After Love              | Алим Кхан          | Великобритания, Франция |
| Бисер перед свиньями      | De l’or pour les chiens | Анна Казенав Камбе | Франция                 |
| Рой                       | La Nuée                 | Жюст Филиппо       | Франция                 |
| Небо Ливана               | Sous le ciel d’Alice    | Хлоя Мазло         | Франция                 |
| Земля мужчин              | La Terre des hommes     | Ноэль Марандин     | Франция                 |

#### Короткометражные фильмы
| Название на русском языке | Оригинальное название | Режиссёр(-ы)            | Страна производства |
| ------------------------- | --------------------- | ----------------------- | ------------------- |
| —                         | August 22, this year  | Грэм Фой                | Канада              |
| —                         | Axşama doğru          | Теймур Гаджиев          | Азербайджан         |
| —                         | Dustin                | Найля Гиге              | Франция             |
| —                         | Forastera             | Лусия Аленьяр Иглесиас  | Испания             |
| —                         | Good Thanks, You?     | Молли Манин Уолкер      | Великобритания      |
| —                         | とてつもなく大きな    | Ая Казауое              | Япония              |
| —                         | Maalbeek              | Исмаэль Жофруа Шандути  | Франция             |
| —                         | Marlon Brando         | Винсент Тиланус         | Нидерланды          |
| —                         | Menarca               | Лилла Халла             | Бразилия            |
| —                         | White Goldfish        | Ян Россенс, Раф Россенс | Бельгия             |

### Режиссёрская ночь
Режиссёрская неделя была не организована.

### АРНК (ACID)
Следующие фильмы получили специальную и официальную метку, предоставленный АРНК (ACID) (Ассоциация по распространению независимого кино).
| Название на русском языке | Оригинальное название                                                   | Режиссёр(-ы)                        | Страна производства       |
| ------------------------- | ----------------------------------------------------------------------- | ----------------------------------- | ------------------------- |
| —                         | Les affluents                                                           | Джесс Мичели                        | Камбоджа, Франция         |
| —                         | Funambules                                                              | Илан Клиппер                        | Франция                   |
| —                         | Les Graines que l’on sème                                               | Натан Нихолович                     | Франция                   |
| —                         | Il Mio Corpo                                                            | Мишель Пеннетта                     | Швейцария, Италия         |
| Последняя деревенщина     | The Last Hillbilly                                                      | Диана Сара Бузгарроу, Томас Дженкое | Франция, Катар            |
| —                         | Loin de vous j’ai grandi                                                | Мари Дюмор                          | Франция                   |
| —                         | Si le vent tombe(Представлен официальный отбор Каннского кинофестиваля) | Нора Мартиросян                     | Франция, Бельгия, Армения |
| —                         | La Última Primavera                                                     | Изабель Ламберти                    | Нидерланды, Испания       |
| —                         | Walden                                                                  | Божена Хорацкова                    | Франция, Литва            |

Программа ACID Trip #4, которая должна была быть посвящена молодёжному чилийскому кинематографу, была перенесена на 2021 год.